# Sandra Le Dréan
Sandra Le Dréan (nacida el 13 de mayo de 1977 en Rennes, Francia) es una exjugadora de baloncesto francesa. Con 1.86 metros de estatura, jugaba en la posición de ala-pívot.